# Conotrachelus nitidiventris
Conotrachelus nitidiventris – gatunek chrząszcza z rodziny ryjkowcowatych.

## Zasięg występowania
Ameryka Południowa, występuje w Brazylii.

## Budowa ciała
Przednia krawędź pokryw znacznie szersza od przedplecza. Na ich powierzchni rzadkie, pofalowane żeberka. Przedplecze gęsto punktowane, zaokrąglone w zarysie i zwężone z przodu.